# Benjamín Cardona
Benjamín Cardona (La Union, 17 juli 1957) is een voormalig profvoetballer uit Colombia, die als aanvaller onder meer speelde voor Deportivo Pereira.

## Interlandcarrière
Cardona nam met het Colombiaans voetbalelftal deel aan de Olympische Spelen van 1980 in Moskou, en scoorde daar in de laatste groepswedstrijd, die Colombia met 1-0 won van Nigeria.